# Zygodon schenckei
Zygodon schenckei är en bladmossart som beskrevs av Brotherus 1894. Zygodon schenckei ingår i släktet ärgmossor, och familjen Orthotrichaceae. Inga underarter finns listade i Catalogue of Life.